# Cand.oecon.
Cand.oecon. (candidatus/candidata oeconomices) er betegnelsen for en person, der er indehaver af en kandidatgrad i økonomi.
Uddannelsen har i mange år kunnet læses ved Copenhagen Business School, Aarhus Universitet, Aalborg Universitet og Syddansk Universitet. Som noget nyt udbyder også Roskilde Universitet fra 2025 en kandidatuddannelse, som giver ret til titlen cand.oecon. Der er tale om en uddannelse i samfundsøkonomi med særlig vægt på bæredygtighed.
Kandidater i økonomi fra Københavns Universitet har af historiske årsager i stedet betegnelsen cand.polit..
Læser man den nærtbeslægtede matematik-økonomi-uddannelse, får man i stedet titlen cand.scient.oecon.
Kandidatstuderende ved Aarhus Universitet kan vælge Elite Graduate Programme in Quantitative Economics (IMSQE). Denne uddannelse er del af Videnskabsministeriets eliteinitiativ, ifølge hvilket Danmark både skal tiltrække internationale kandidater og holde på de bedste danske studerende.